# Yosemite Valley

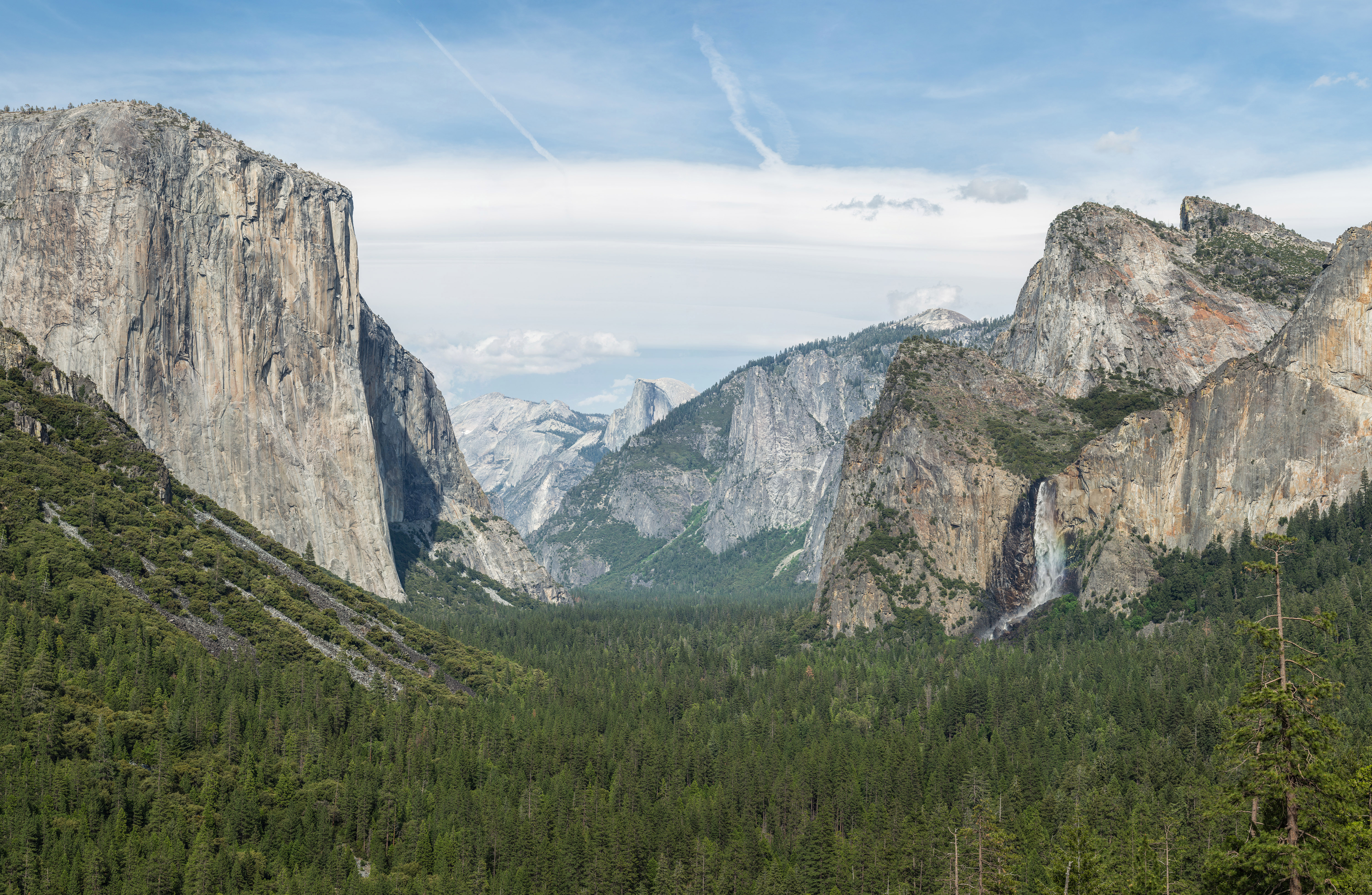
Yosemite Valley von Tunnel View aus gesehen

Das Yosemite Valley ist das Zentraltal des Yosemite-Nationalparks in Kalifornien. Es repräsentiert zwar nur etwa ein Prozent der Gesamtfläche des Parks, aber hier spielen sich die meisten touristischen Aktivitäten ab, der Rest des Parks ist durch Straßen weit weniger erschlossen. Dies ist ein beabsichtigtes Konzept, um den größten Teil des Parks so wenig wie möglich menschlichen Einflüssen auszusetzen. Aus westlicher Richtung kommt eine Straße von San Francisco, in östlicher Richtung verläuft eine Straße zum Mono Lake und in südliche Richtung gibt es eine in Richtung Fresno. Nach Norden gibt es keine Ausfallstraße. Die größte Fläche des Parks ist nur durch Wanderwege und diese teilweise nur mit Genehmigungen (Permits) begehbar.

## Lage

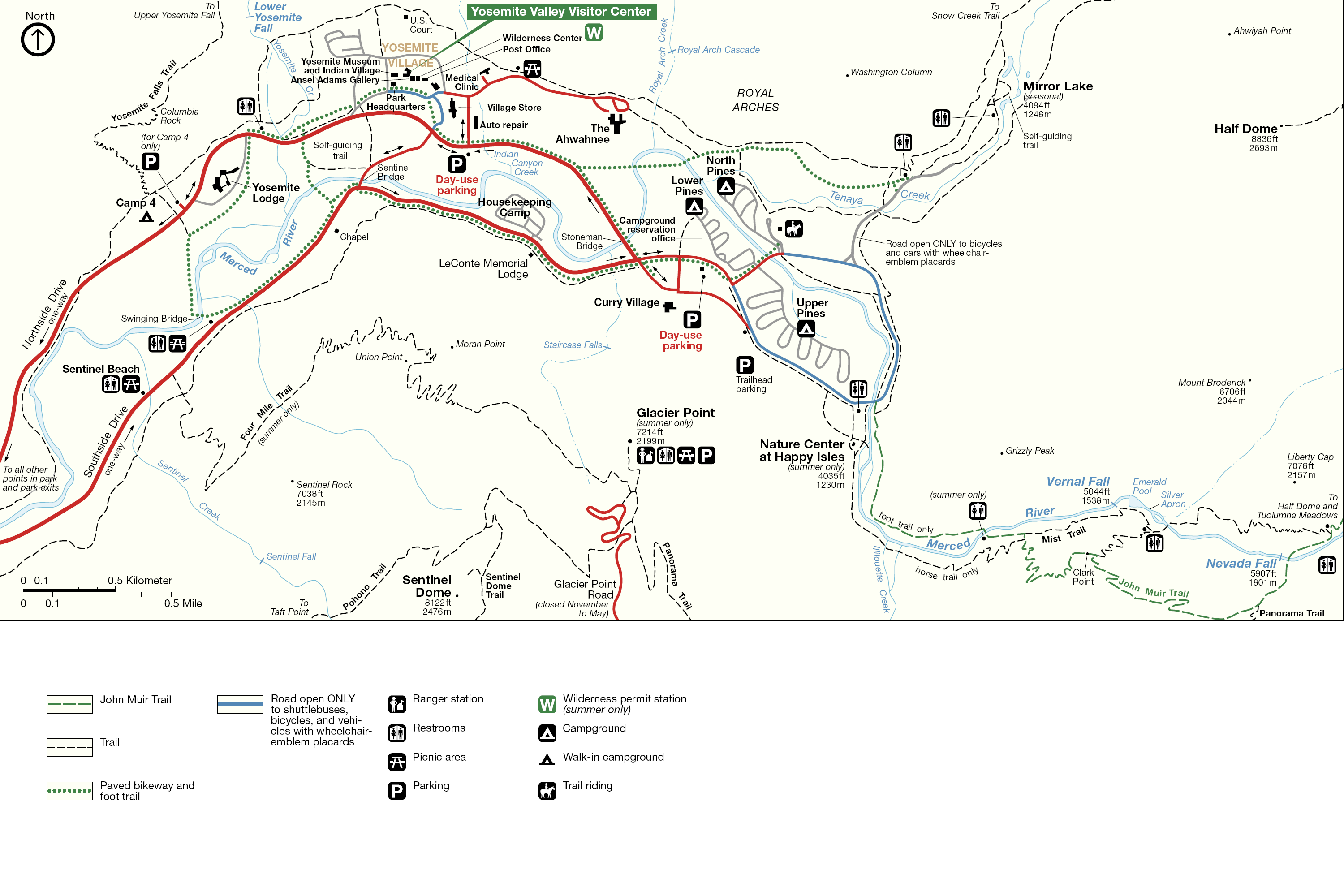
Karte des Yosemite Valley

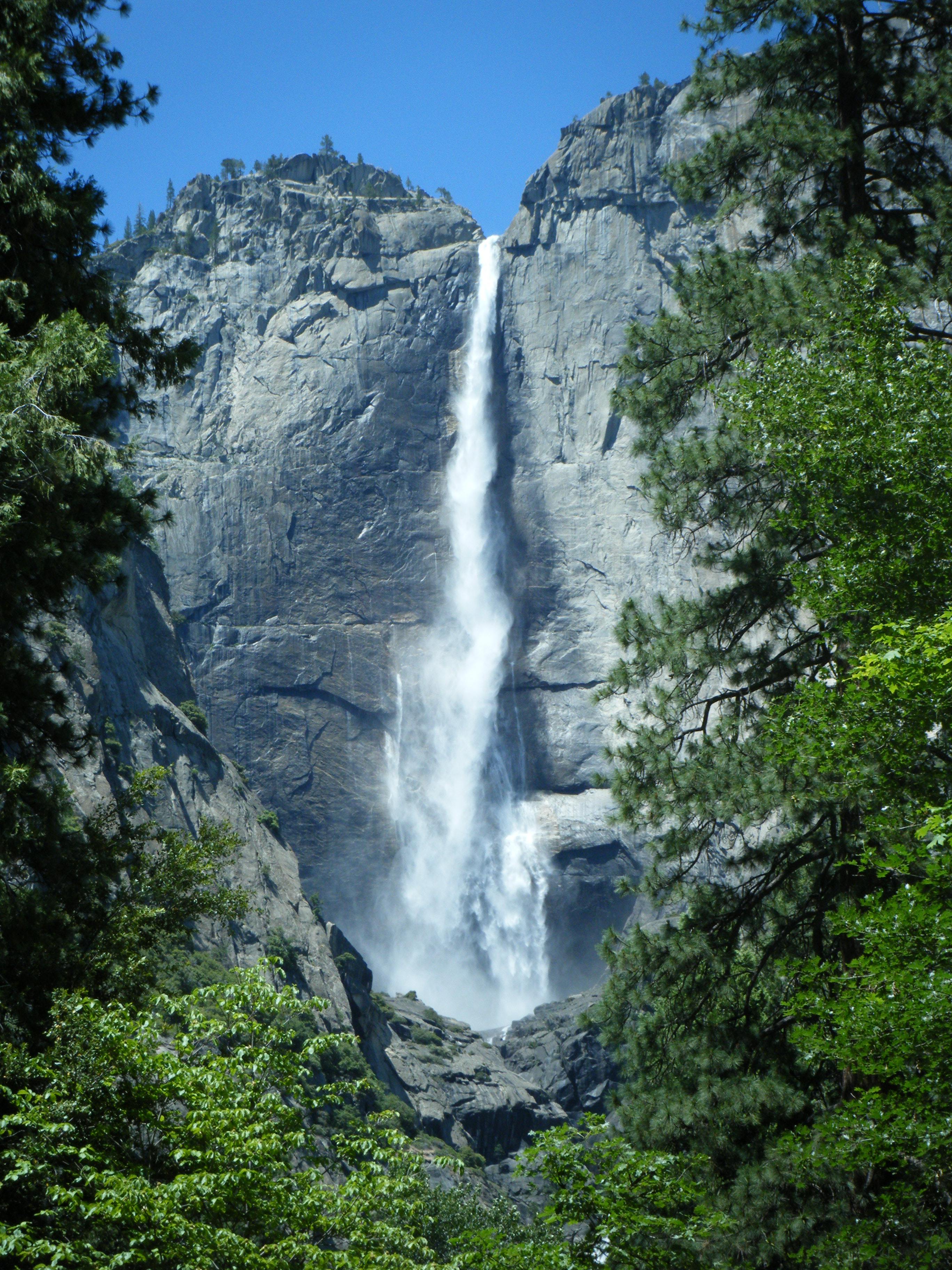
Yosemite Valley: Oberer Yosemite Fall

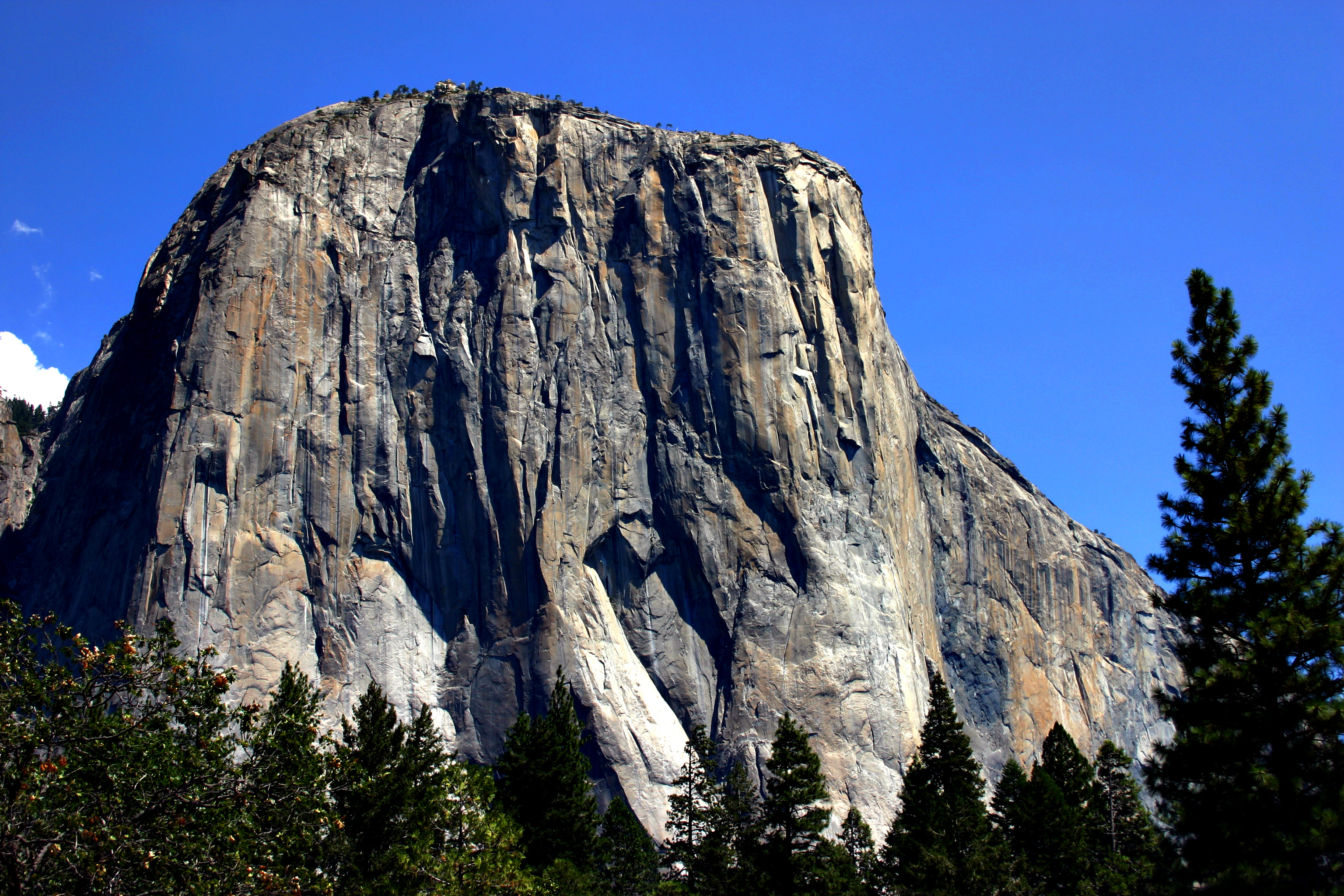
Yosemite Valley: El Capitan, ein Monolith

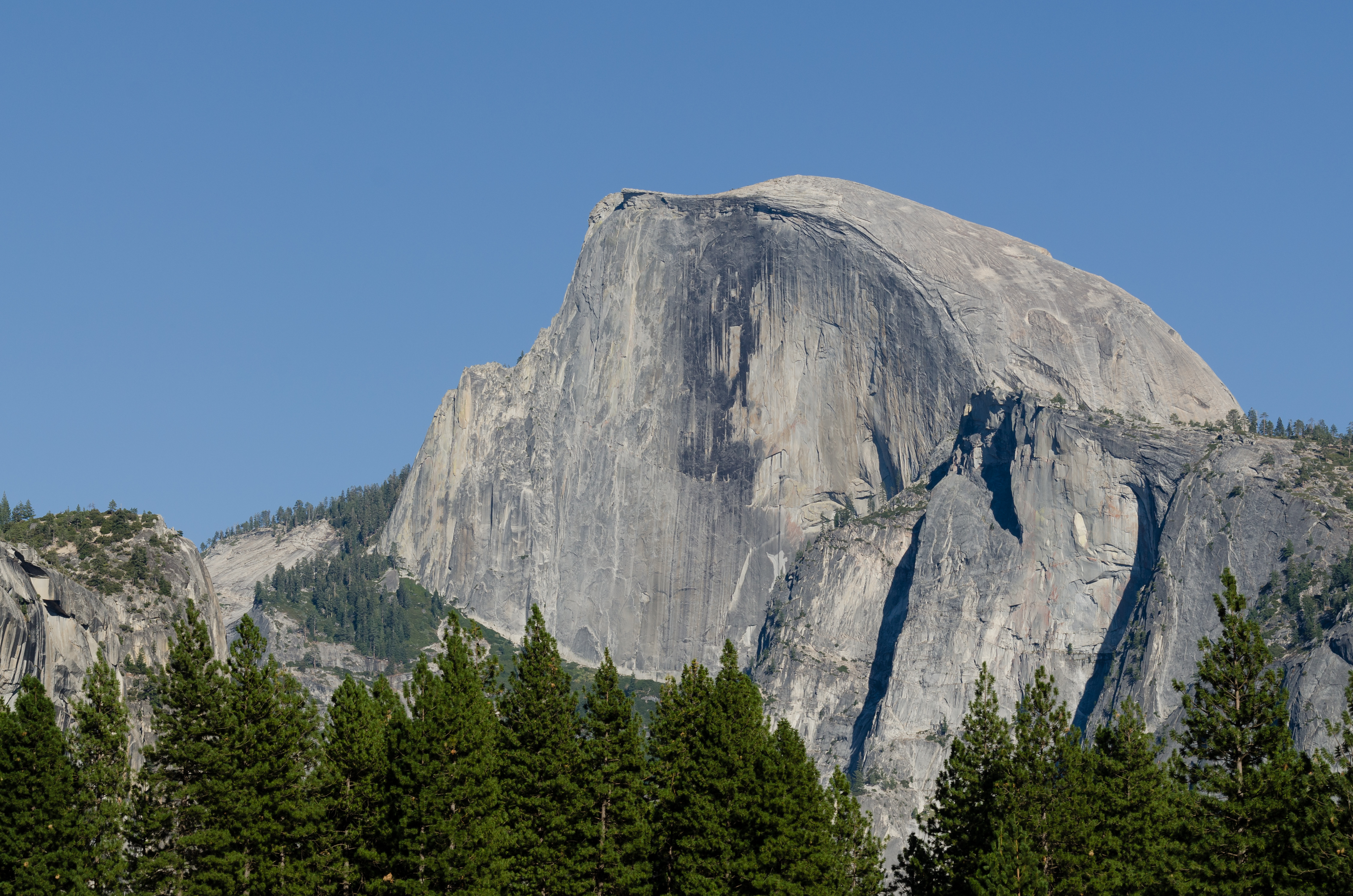
Yosemite Valley: Half Dome, höchster Berg

Panorama-Blick vom Glacier Point über das Yosemite-Tal

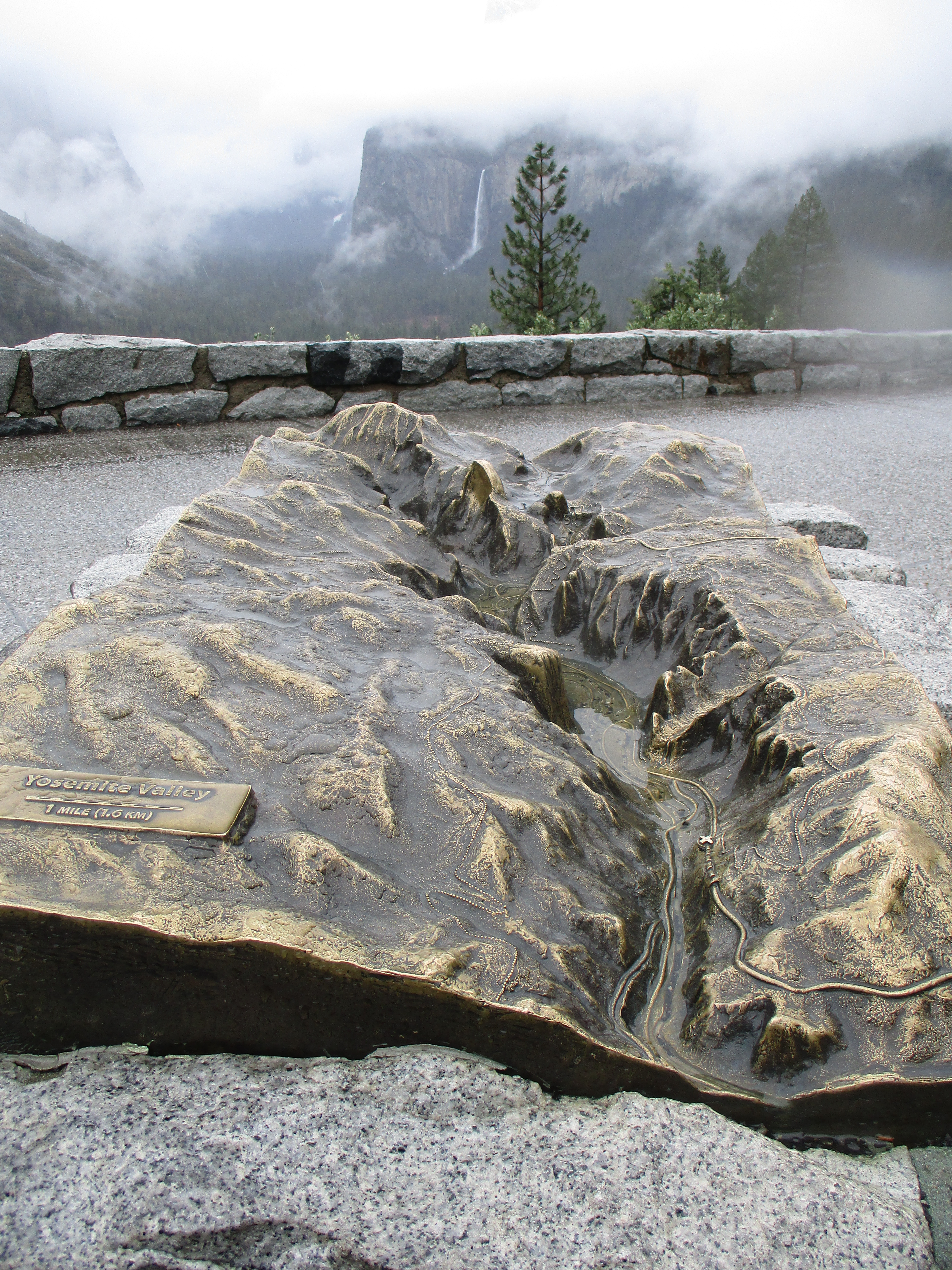
Modell des Yosemite Valley und das Tal im Original dahinter

Das Tal liegt im westlichen Teil des Yosemiteparks in der Sierra Nevada in Nordkalifornien, etwa 300 km östlich von San Francisco, etwa 420 km nordöstlich von Los Angeles und etwa 750 km westlich von Las Vegas.
Yosemite Valley ist ein Gletschertal mit einer Länge von rund 13 km. Einige der umgebenden Felsen erheben sich mehr als 1,5 km über die Talsohle.

## Geologie
Die Berge bestehen aus plutonischen Graniten die in der Kreidezeit entstanden sind. Die ältesten Gesteine sind gute 100 Millionen, die jüngsten etwa 90 Millionen Jahre alt. Die Formgebung des Tales geschah in den letzten 30 Millionen Jahren während mehrerer Eiszeiten, deren Gletscher das Tal ausschliffen. Bis auf den Half Dome und den Gipfel von El Capitan waren alle Formationen der Gegend immer wieder von Eis bedeckt. Nach einigen dieser Eiszeiten bildete sich im Tal ein See, in dem sich Sedimente ablagerten. Nach der letzten Vereisung, die relativ gering ausfiel, lag die Endmoräne, die den See aufstaute am Fuße des El Capitan. Dieser See verlandete durch Sedimente und bildete so den heutigen relativ ebenen Talgrund. Nahe dem Glacier Point finden sich bis zu 600 m mächtige Sedimentablagerungen, die durch mindestens sechs Seebildungen entstanden sind.

## Flora und Fauna
Die Tier- und Pflanzenwelt des Yosemite Valley ist sehr artenreich, in der Talsohle wurden allein über 400 verschiedene Arten von Gräsern und Wildblumen nachgewiesen. Von Insekten wurden einige tausend Arten beobachtet und auch andere Tiere und Pflanzen kommen in großer Zahl vor. Das Talgebiet wird als trockener Nadelwald klassifiziert.
Das Yosemite Valley ist von den Auswirkungen des Klimawandels betroffen. Binnen nur weniger Jahre hat die Zerstörung durch Käfer Teile des Tals von einem dichten Kiefernwald zu einer offeneren Eichenlandschaft verwandelt. Das Feuer von Ferguson verbrannte 96.000 Hektar vollständig um das Gebiet, in dem zuvor Gemeinschaften lebten. Die gute Klettersaison hat sich um mindestens einen Monat verschoben und Schnee bedeckt nur noch selten den Talboden.

## Geschichte
Im Gebiet des Tales leben seit etwa 7.000 bis 10.000 Jahren Indianer verschiedener Stämme, hauptsächlich ein Miwokstamm, der sich selber Ahwahneechee nannte.
Die ersten Nichtindianer, die das Yosemite Valley erreichten, waren wahrscheinlich 1833 Mitglieder von Joseph Walkers Track, die als erste die Sierra Nevada von Osten nach Westen überquerten. Allerdings wurde das Tal und das Gebiet erst einige Jahre später literarisch beschrieben.
Der Yosemite-Nationalpark mit dem Yosemite Valley gehört zu den ältesten Naturschutzgebieten der USA. Im Juni 1864 unterzeichnete Präsident Abraham Lincoln eine Verordnung, die das Tal und den Park unter Schutz stellte.

## Tourismus
Das Tal ist die Hauptattraktion des Parks und wurde im Jahr 2019 von gut 4,42 Millionen Menschen besucht. Im Jahr 2016 wurde mit gut 5 Millionen Besucher die bislang höchste Zahl an Besuchern registriert. Die Zahlen für 2020 und 2021 sind durch die Covid-Pandemie nicht repräsentativ. Etwa 75 % aller Besucher kommen in den Sommermonaten von Mai bis September, weshalb in diesen Monaten das Tal nur nach einer kostenpflichtigen Reservierung mit eigenen PKW befahren werden darf. Für alle Besucher steht ein kostenloses Shuttlebussystem zur Verfügung, das das gesamte Talgebiet umfasst. Im Tal befinden sich die weitaus meisten Unterkünfte für Besucher. Sie reichen vom einfachen Zeltplatz Camp 4 der Sportkletterer über Campingplätze mit mehr Ausstattungen bis zur Yosemity Valley Lodge und dem gehobenen Hotel The Ahwahnee.
Der Haupteingang, über den die meisten Besucher den Park betreten, liegt an dessen Westseite an der Straße, die von San Francisco kommt. Man erreicht das Tal dann über den Tunnel View, von wo aus man einen grandiosen Überblick über die Hauptattraktionen des Tales hat. Dieser Punkt wurde u. a. durch Photos von Ansel Adams bekannt, der von hier aus mehrfach das Tal ablichtete.
Im Tal sind viele der landschaftlichen Attraktionen des Yosemiteparks zu sehen; der Half Dome, El Capitan, die Yosemite Falls, die Snow Creek Falls, Cathedral Rocks und mehr. Hier sind auch die meisten Übernachtungsmöglichkeiten vorhanden und die meisten Hikingtouren ins Hinterland wie der John Muir Trail starten im Tal.
Durch das Tal fließt der Merced River, der auf dem Gebiet des Nationalparks als National Wild and Scenic River ausgewiesen ist und zu großen Teilen renaturiert ist. Das Tal ist eine California Historical Landmark und auch ein Historic district in the United States.

## Sportliche Aktivitäten
Das Yosemite Valley ist ein Zentrum der Felskletterei und auch bei Wanderern sehr beliebt. Das Tal ist Startpunkt für viele Wandertouren, von wenigen Kilometern Länge wie dem Four Mile Trail bis zu mehreren hundert Kilometern wie dem John Muir Trail mit einer Länge von etwa 340 km. Auch Wassersport und Mountainbiking kann betrieben werden, an einigen ausgewiesenen Stellen darf geangelt werden. Um dem Ansturm der Hiker und Kletterer Herr zu werden, speziell für den Half Dome, werden nur eine begrenzte Zahl an Permits pro Tag vergeben, die über eine Lotterie verlost werden.